# プシェヴォルスク文化

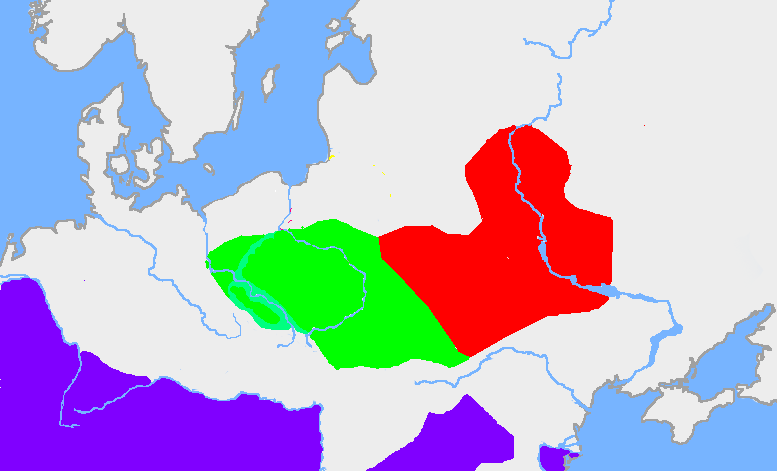
前2世紀ごろの西部スラヴ人文化であるプシェヴォルスク文化（黄緑）と東部スラヴ人文化であるザルビンツィ文化（赤）のおおまかな位置関係。
紫はローマ帝国。

プシェヴォルスク文化（プシェヴォルスクぶんか、英語: Przeworsk Culture）は、紀元前2世紀から4世紀にかけてポーランドの南部と中部およびウクライナの西部に広がって存在していた鉄器時代文化。ヴァンダル族（ルギイ族）の文化と推定される。プシェヴォルスク（Przeworsk）はポーランド東南部、ポトカルパチェ県の街で、この街で典型的な遺跡が最初に発見されたことにちなむ。さらに東方のザルビンツィ文化やチェルニャコヴォ文化との類似性から、この三者は鉄器時代のスラヴ人の各地方の文化と考えられる。

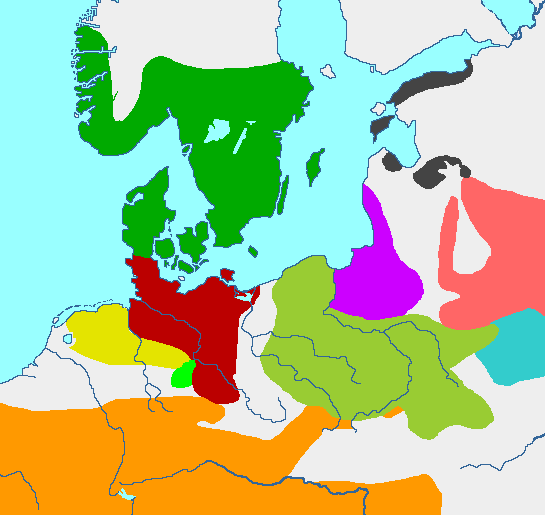
前期ポメラニア文化の時代。（ヤストルフ文化の影響を受ける前。）
オリーブ色がポメラニア文化。
西隣のエンジ色はゲルマン系のヤストルフ文化

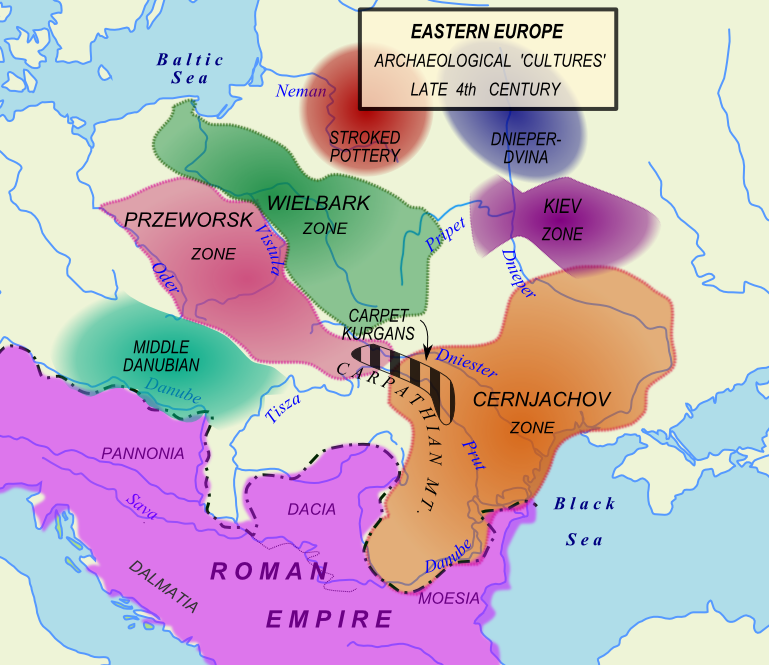
3世紀初頭の中央ヨーロッパから東ヨーロッパ。
オレンジ色は後期プシェヴォルスク文化のおおまかな広がり。
紫はザルビンツィ文化のおおまかな広がり。
緑はチェルニャコヴォ文化のおおまかな広がり。
水色はこれらの文化が重なった地域。
キエフ文化はゴート族のヴィェルバルク文化がチェルニャコヴォ文化と接触・融合して成立した文化。

ザルビンツィ文化に比べて、プシェヴォルスク文化とその北隣のゲルマン系と推定されるオクシヴィエ文化（おそらくゴート族の、集団としての最初の文化）はこの前の時代にこれらの地域に広がっていた前期鉄器時代のポメラニア文化（前7世紀-前2世紀）の特徴を色濃く引き継いでいる。
ポメラニア文化はイリュリア人と推定される青銅器時代・初期鉄器時代文化のラウジッツ文化（前14世紀-前6世紀）に、東方のスラヴ人の前期鉄器時代文化である農耕スキタイのチェルノレス文化（前12世紀-前3世紀。スラヴ語派発生の決定的な文化と考えられる。）が拡大しこれに加わって成立したものである。のちには北部一帯を中心に西方のゲルマン人の初期・前期鉄器時代文化であるヤストルフ文化（前6世紀-1世紀）の影響を受けるようになった。なお、ヤストルフ文化はゲルマン語派発生の決定的な文化と考えられ、エルベ川流域を中心として西はヴェーザー川東岸下流、東はオドラ川（オーデル川）河口域にまで広がっている（左図参照）。後にはプシェヴォルスク文化自体が南部で西進しヤストルフ文化の地域に食い込んで、ヤストルフ文化に対して影響を及ぼしている。

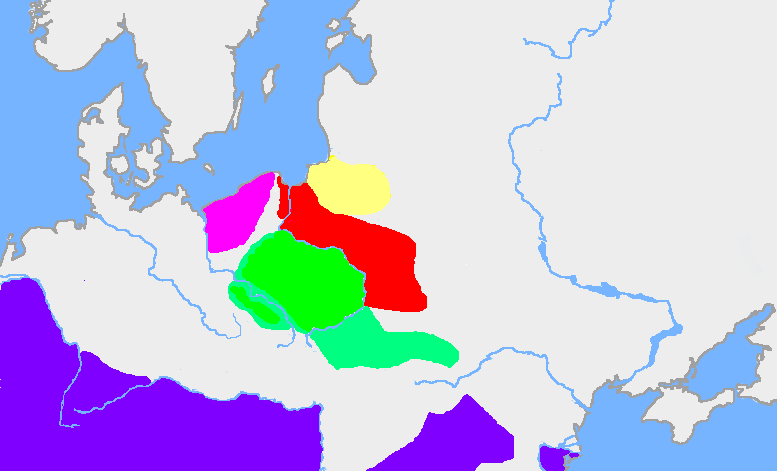
プシェヴォルスク文化は黄緑色の範囲から、東南方角の緑色の範囲にまで勢力を拡大した。
ピンクはゴート族の最初の文化と推定されるオクシヴィエ文化。
赤はゴート族がヴァンダル族の地域に進出したため影響を受けてオクシヴィエ文化から発展したと推定される、ゴート族文化のヴィェルバルク文化。
黄色はヤトヴィンガ人と思われる西バルト語群系の石塚（ケルン）文化。
南方の紫は古代ローマ帝国。

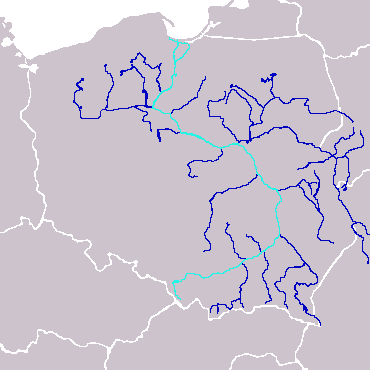
ヴィスワ川を遡上すると、ワルシャワの北の一地点で本流、ナレフ川、ブク川に分かれる。
ゴート族のヴィェルバルク文化はブク川やナレフ川の水系を支配して南下、ドニエプル川中流域の支流であるプリピャチ川の水系に到達するとそれを下って、現在のキエフ方面へと向かった。
一方、本記事のプシェヴォルスク文化の担い手（おそらくヴァンダル族）は本流と、ルブリン県で合流するビストゥラ川以西の水系を支配して南下し、黒海へ注ぐ南ブク川の水系へと向かった。
両者はこのように、ウクライナへ向かって互いに競うように南下している。

ポメラニア文化のうち、ヤストルフ文化の影響を強く受けた地域（ポーランドのポモージェ県と西ポモージェ県に相当する、バルト海沿岸部の土地が痩せている地方）では後の前2世紀になるとオクシヴィエ文化（前2世紀-1世紀）に発展した。これはゲルマン系の「ゲルマン人」（ゲルマニア地方の部族）であるゴート族の部族文化の成立であると推定される。
残りの地域（ポーランドのヴィスワ川とオドラ川（オーデル川）が作った比較的肥沃な平原と湿地が混在する大森林地帯）は同じ時期（前2世紀）よりバルト海沿岸一帯とは明らかに内容が異なるプシェヴォルスク文化として発展、これはスラヴ系の「ゲルマン人」（ゲルマニア地方の部族）であるヴァンダル族と推定される。
1世紀になるとオクシヴィエ文化の担い手（ゴート族と推定される）はヴィスワ川の東岸一帯で南下を開始、プシェヴォルスク文化の担い手（ヴァンダル族と推定される）のうちこの地方に住む人々の文化と融合することで即座に変貌し、ヴィェルバルク文化に発展した。
プシェヴォルスク文化の担い手（ヴァンダル族）もヴィスワ川の西岸一帯で、東岸のヴィエルバルク文化の担い手（ゴート族）と同時期に南下し、上流部ではヴィスワ川を越えて東岸一帯に大きく進出していく。このようにプシェヴォルスク文化（ヴァンダル族）とヴィェルバルク文化（ゴート族）の両者はまるで互いに競うようにウクライナへ向かって勢力を拡大していくことになる（右中図・右下図参照）。
これまで40ほどの遺跡が発見されている。これらには防塁や環濠などといった防御のための工夫がまったく見られない開けた集落もある。住居は初期には半地下式であったが、のちには地上式となった。大きな墓地もあり、火葬が習慣で、初期は直接穴に埋めていたようだが、後には骨壺を用いるのが一般化した。亡くなった人が生前に愛用していたと思われる武器も一緒に埋葬されていることがある。装飾品にはオオカミ、グリフィン、結婚式、雄ヤギ、騎士像などが精巧に彫られており、これらの象徴物は意味が互いに関連していることから、各地の部族それぞれの歴史を説明していると推測されている。
5世紀に入ると、プシェヴォルスク文化はウクライナやベラルーシの方面からやってきた類似の文化と融合、プラハ・コルチャク文化へと移行する。東方で何らかの政治的な大変動がこの直前の時代に起こった推測される（ウクライナへのフン族襲来？）。

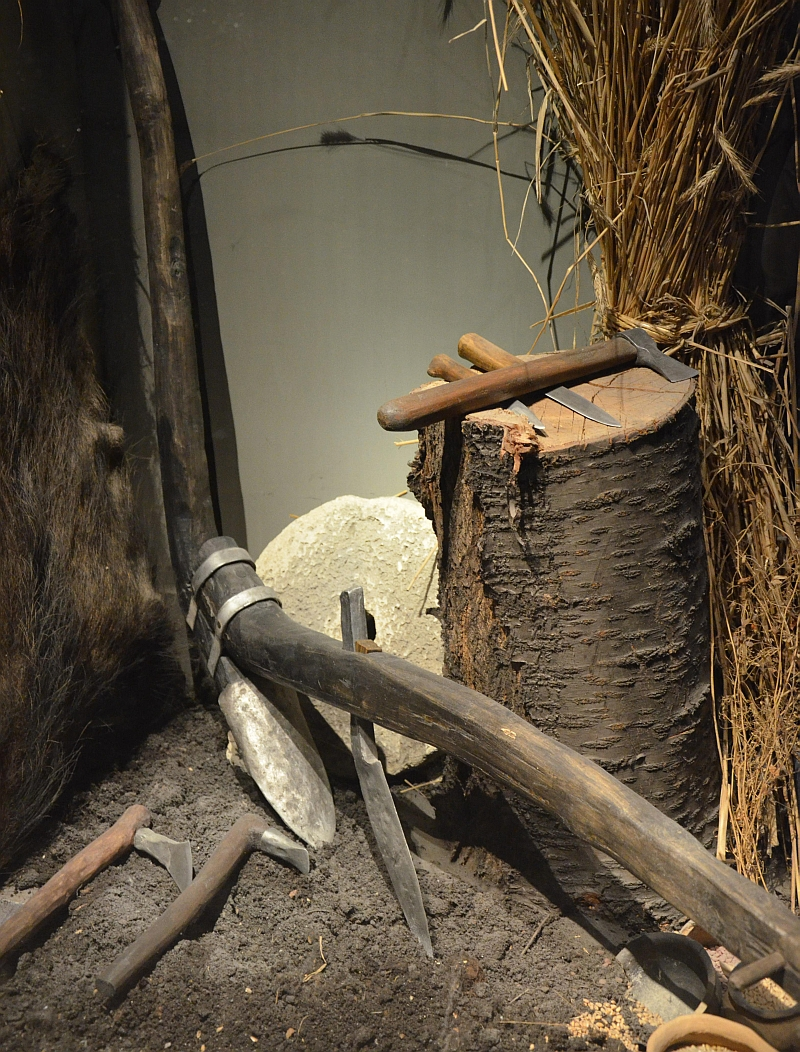
農具（犂、斧、短剣など）
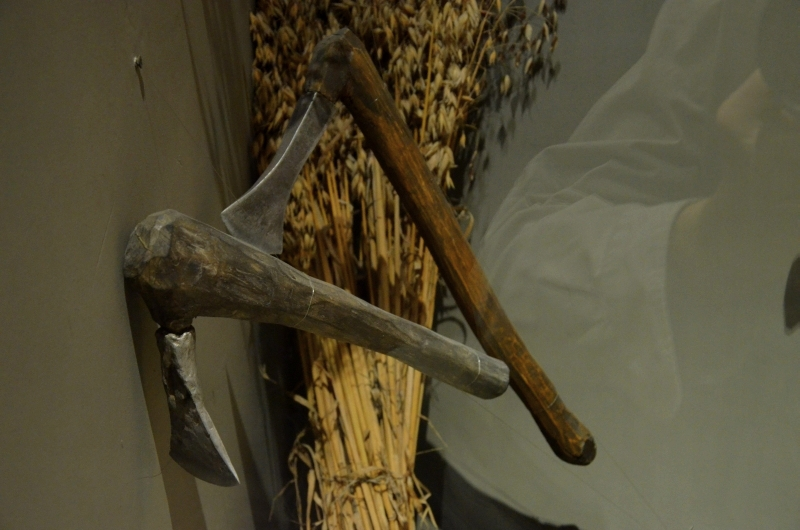
農具（斧）
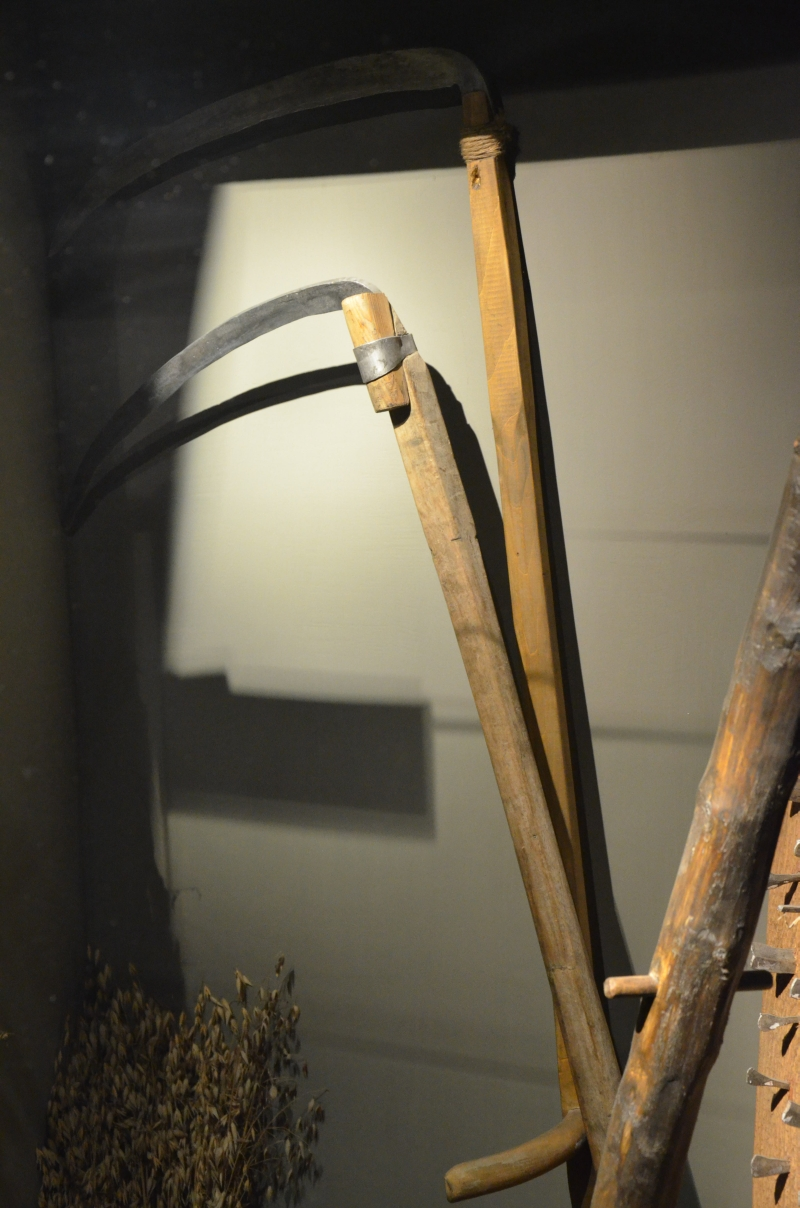
農具（大鎌は現代のポーランドでも使用される）
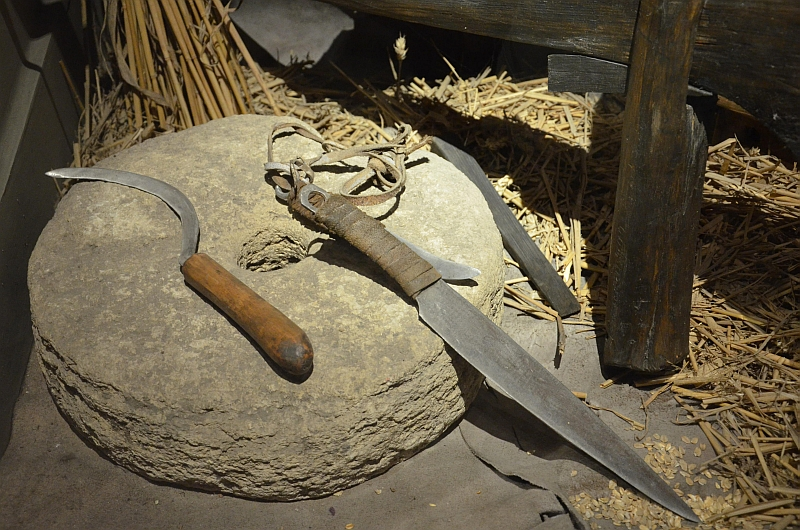
農具（鎌、短剣）
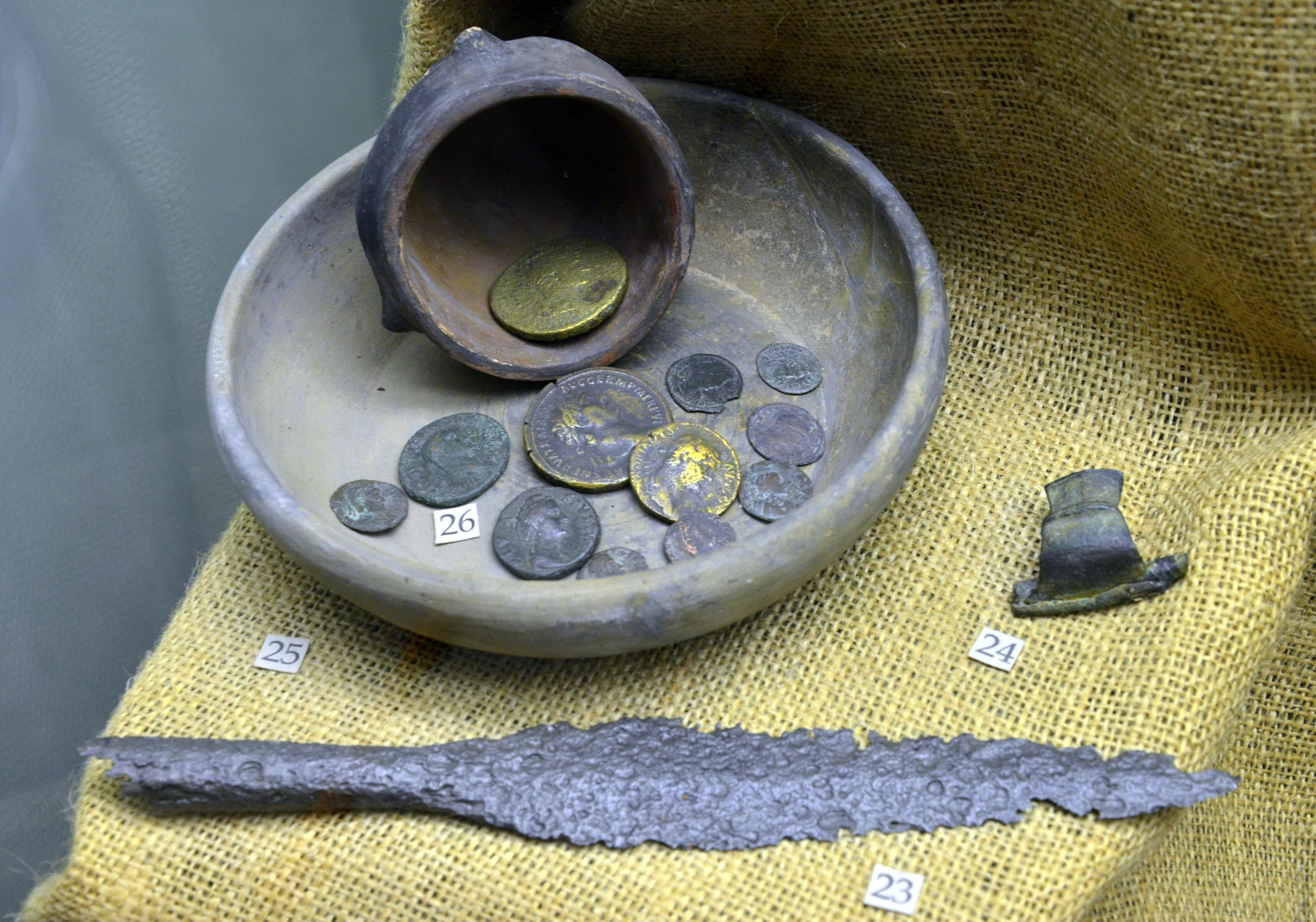
ローマ帝国のコインを使用
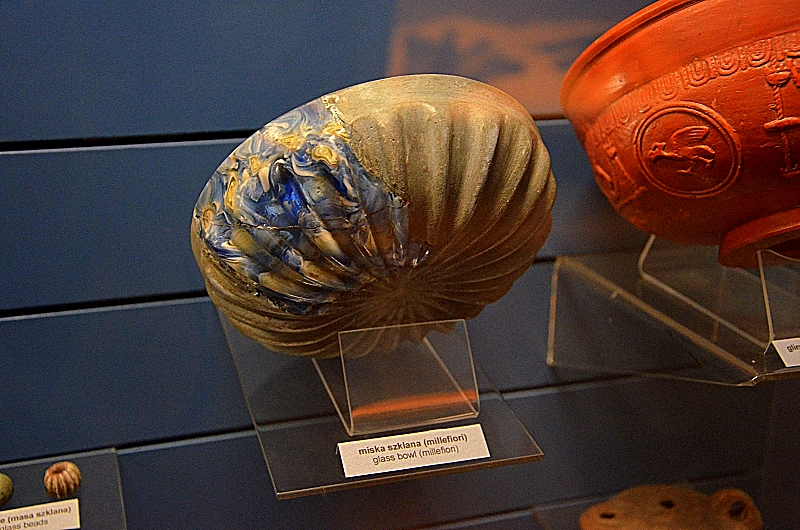
ガラス製の器
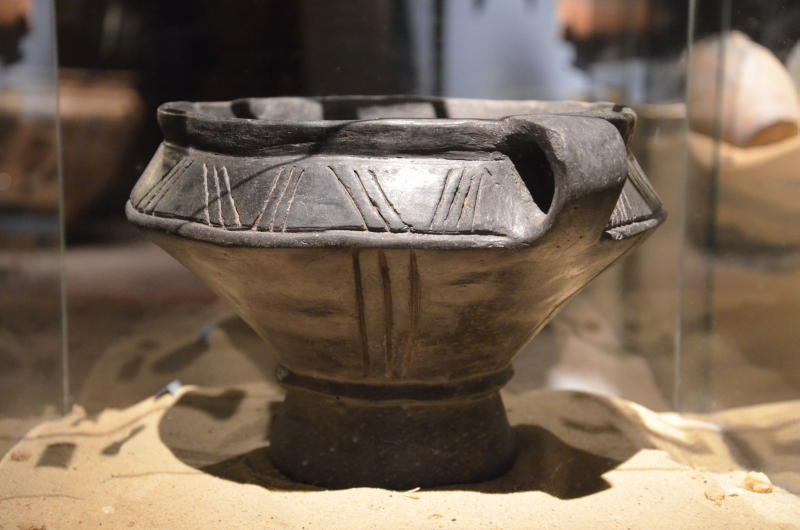
ヴァンダル人庶民の使った陶器
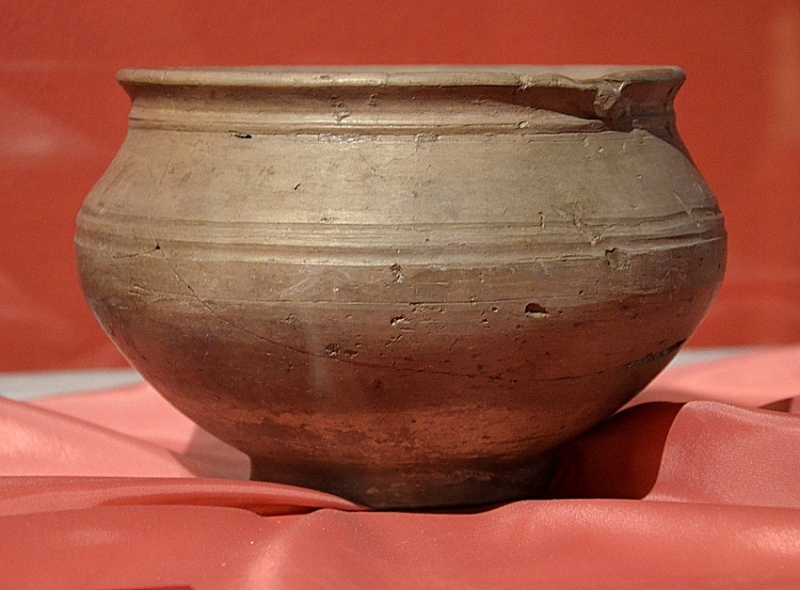
ヴァンダル人庶民の陶器
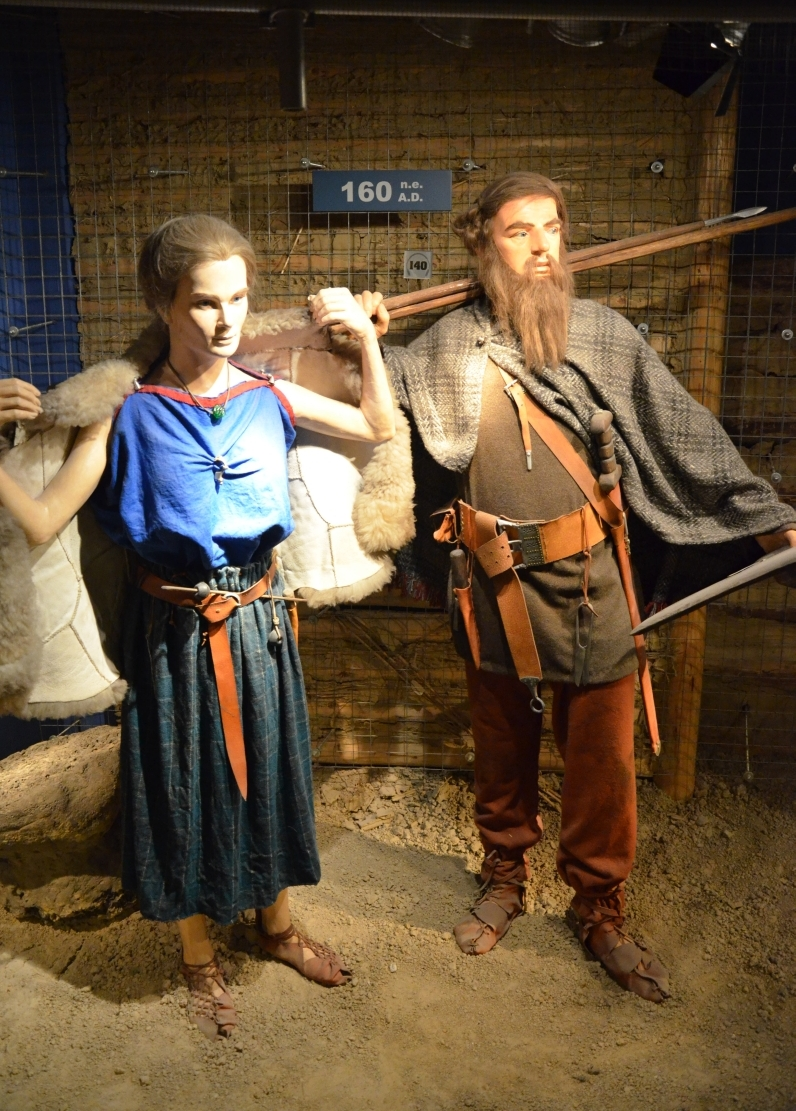
当時の男女の姿
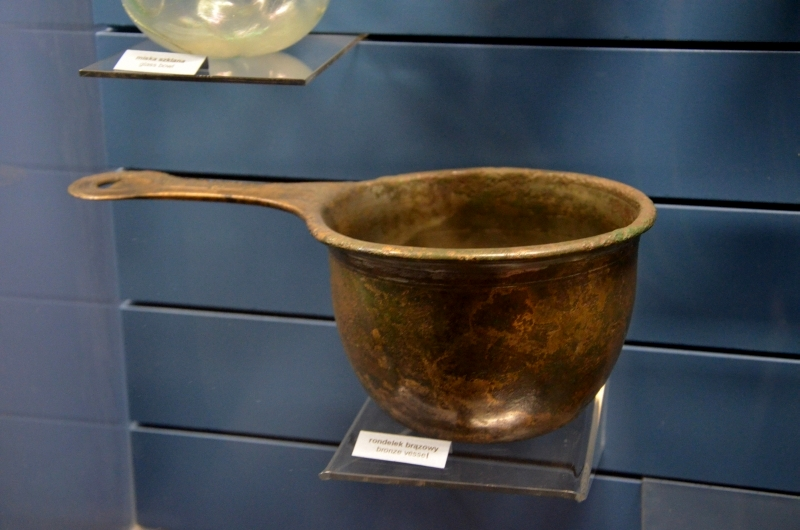
青銅製のミルク鍋
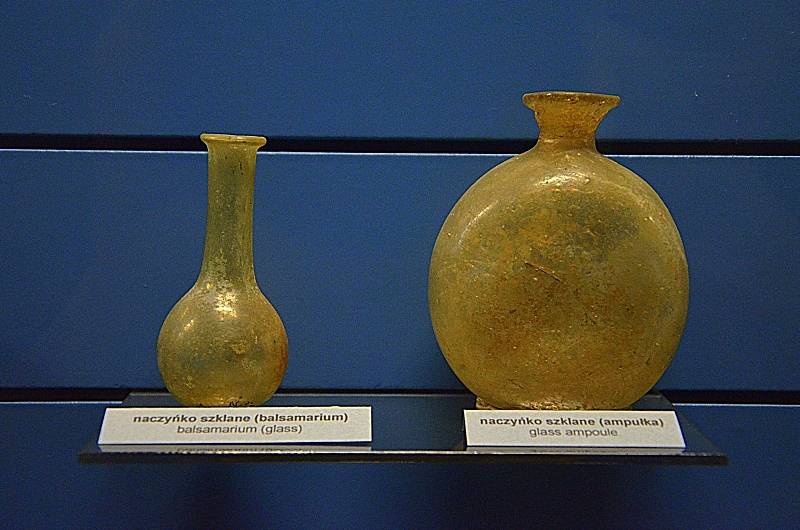
バルサムやその他の香水を入れていたガラス瓶
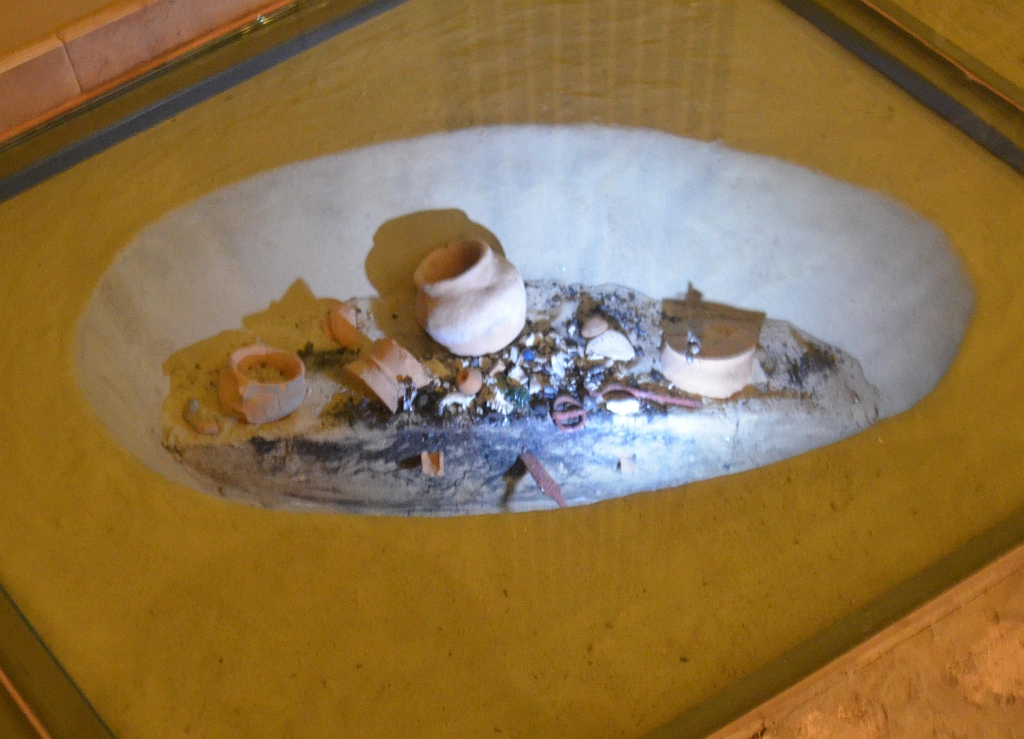
ヴァンダル人庶民の火葬墓
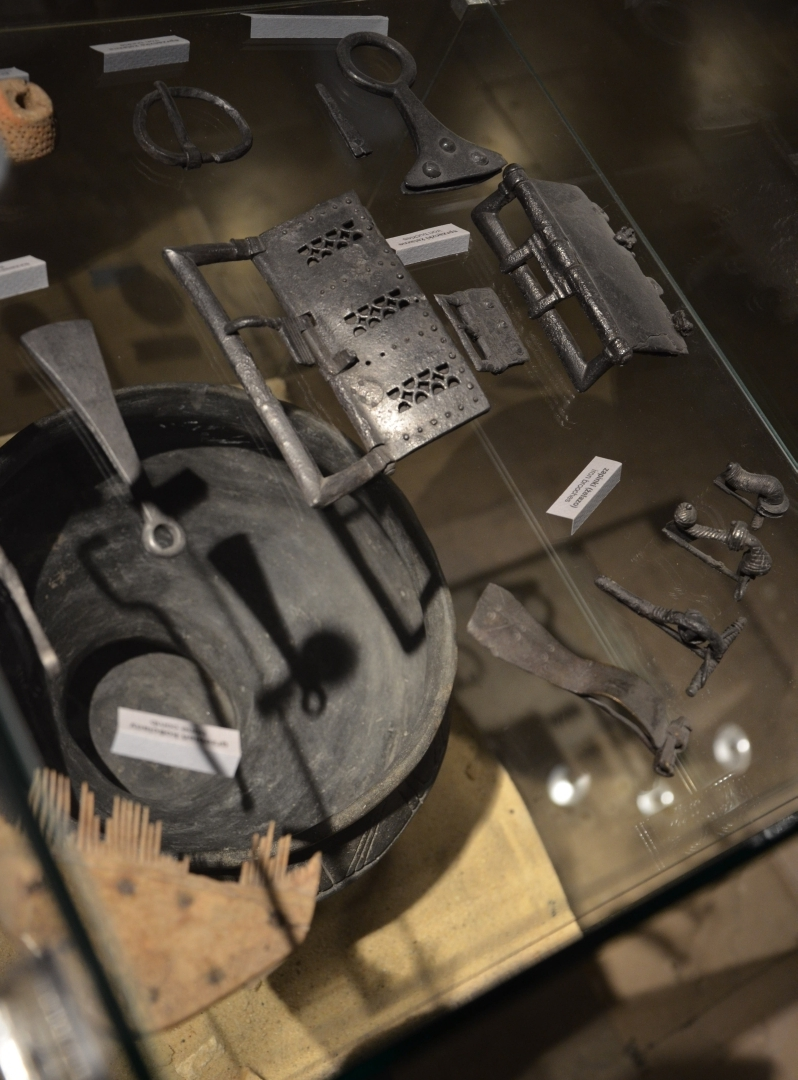
鉄製の器具
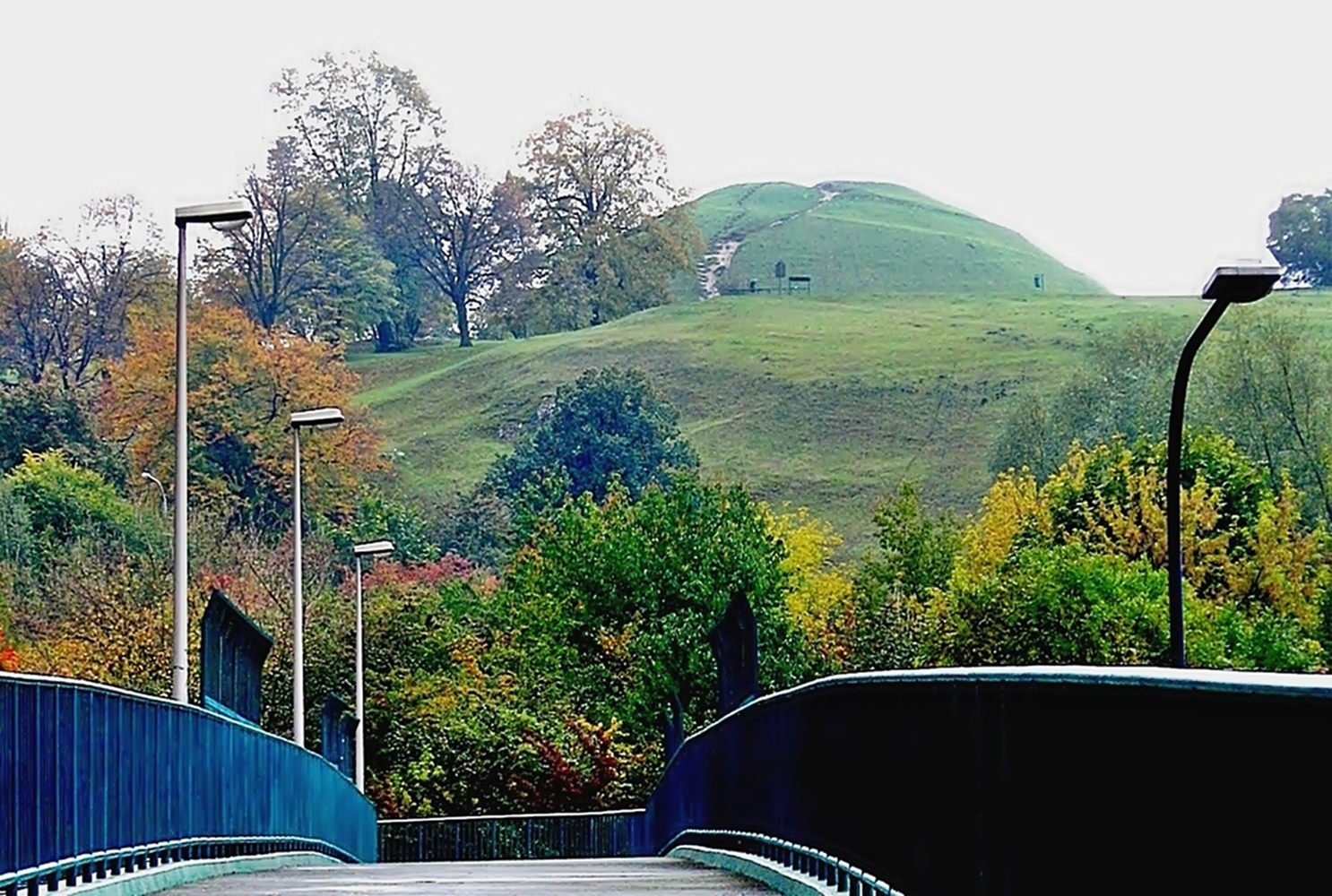
プシェヴォルスク文化時代の大型古墳（ポーランドの古代君主クラクスの墓とされるクラクフ郊外のクラクス山）